# Laura Schwensen
Laura Schwensen (ur. 25 lipca 1991 w Kappeln) – niemiecka wioślarka.

## Osiągnięcia
- Mistrzostwa Świata Juniorów – Pekin 2007 – ósemka – 2. miejsce[1].
- Mistrzostwa Świata – Poznań 2009 – ósemka – 4. miejsce[1].
- Mistrzostwa Europy – Montemor-o-Velho 2010 – ósemka – 3. miejsce[1].